# リンゴの唄

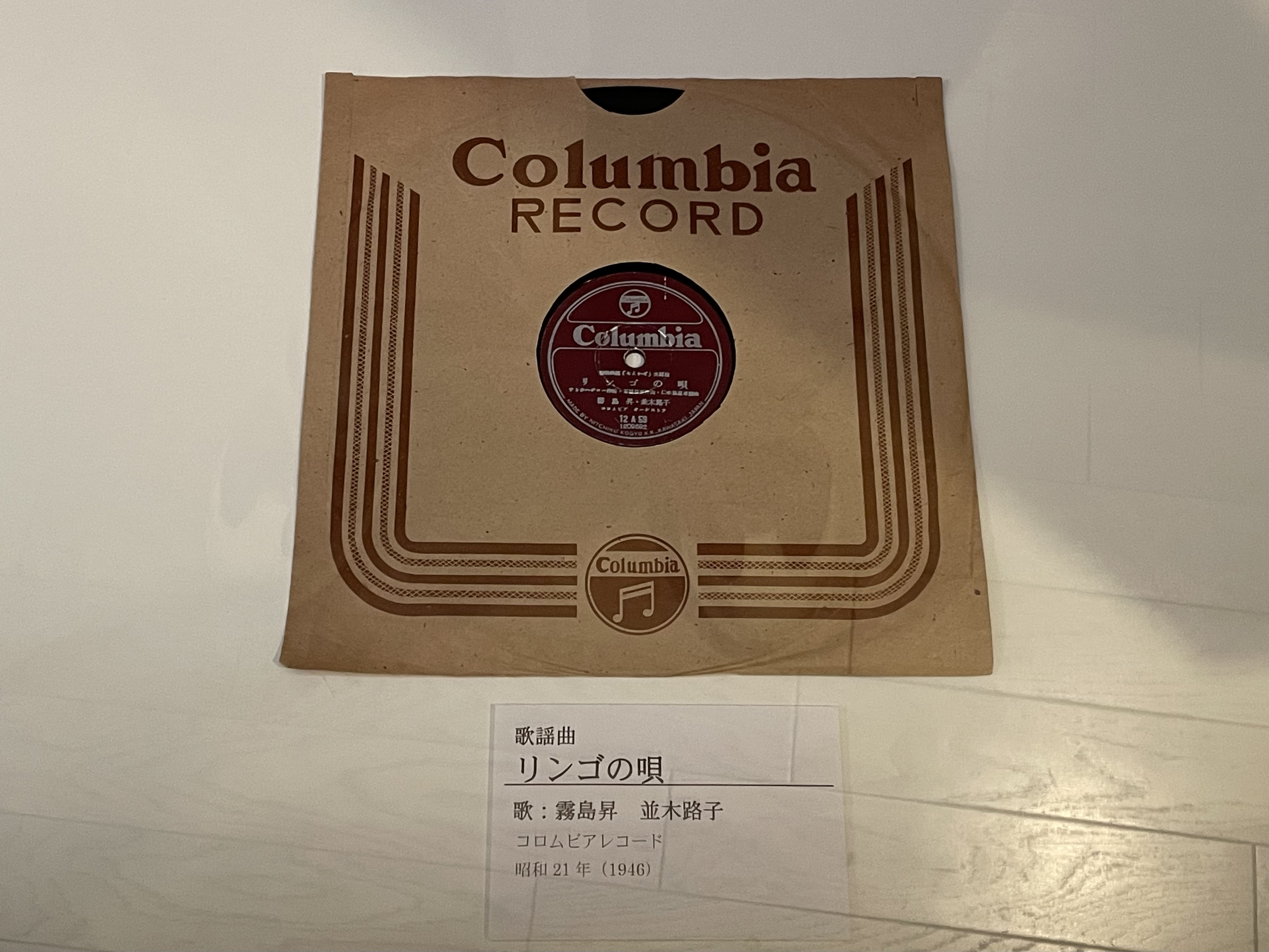
リンゴの唄（弥生美術館蔵）

「リンゴの唄」（リンゴのうた）は、1945年の日本の楽曲。並木路子、霧島昇（霧島の共唱はオリジナル版のみ）によって発売され、日本の戦後のヒット曲第1号となった楽曲。作詞はサトウハチロー、作曲は万城目正。編曲はオリジナル版が仁木他喜雄、並木のソロ歌唱によるステレオ録音版が松尾健司。
第二次世界大戦敗戦後の日本で戦後映画の第1号『そよかぜ』（1945年〈昭和20年〉10月11日公開、松竹大船）の主題歌及び挿入歌として発表された。なお、『そよかぜ』は並木が主演を務め、霧島も出演している。
『そよかぜ』の劇中では並木や霧島のほか、波多美喜子もオープニングやエンディングで歌唱している。エンディングでは並木→霧島→波多→全員の順で披露される。また、劇中ではレコード化された歌詞とは異なる歌詞も披露される。

## 概要
サトウハチローがこの詞を作ったのは戦時中であったが、「戦時下に軟弱すぎる」という理由で検閲不許可とされ、戦争終了後に日の目を見た。というのがこれまでの定説化した話であったが、出版文化研究家の永嶺重敏が当時の文献を調査した結果、1946年の雑誌記事でサトウハチローが「映画の脚本を読んでから詞を書いた」と記述していること、さらに佐々木康監督も晩年に「映画の脚本をサトウに持たせて詞を書かせた」と発言していることから、詞を作ったのは戦後であると結論づけている。曲は映画の撮影が始まっても完成せず、作曲者の万城目正は秋田県のロケ先へ向かう汽車の中で曲を書いたと回想している。
可憐な少女の思いを赤いリンゴに託して歌う歌詞が、終戦後の焼け跡の風景や戦時の重圧からの解放感とうまく合っていたのと、敗戦の暗い世相に打ちひしがれた人々に明るくさわやかな歌声がしみわたり、空前の大ヒットとなった。2007年（平成19年）には日本の歌百選に選出されている。
「リンゴの唄」吹き込みの際、万城目正はたびたびダメを出し「もっと明るく歌うように」と指示したが、この注文は当時の並木には酷だった。並木は戦争で父親と次兄を亡くし、自身も1945年3月10日の東京大空襲で猛烈な火炎に追われ隅田川に逃げ込んで助かったものの母親を亡くしていたのである。さらに大空襲で大勢の人々が死ぬのを目の当たりにし、どうしても明るく歌えない並木に万城目は「君一人が不幸じゃないんだよ」と諭して並木を励まし、あの心躍らせるような明るい歌声が生まれた。
映画「そよかぜ」の封切りからレコード吹き込みまでに「そよかぜ」（サトウハチロー作詞、仁木他喜雄作曲）と「リンゴの唄」は再三ラジオで放送されていた。永嶺がNHK放送博物館が所蔵する資料『洋楽放送記録』と『放送番組確定表』を調査した結果によると、並木が初めてラジオで「そよかぜ」と「リンゴの唄」を披露したのは1945年12月2日放送のNHK『歌と軽音楽』である。それ以前にも並木は出演していないものの、1945年11月10日放送のNHK『農村へ送る夕』（出演：霧島昇・宮下晴子）にて「リンゴの唄」が披露された記録がある。当時、出演する歌手は歌う曲の譜面を放送局に持っていったが、出演者の一人であった霧島昇はその際必ず「リンゴの唄」の譜面を持参していた。コロムビアでのレコーディングはA面の「そよかぜ」（仁木他喜雄作曲）を霧島のソロ、B面の「リンゴの唄」を並木のソロで吹き込むことに決まっていたが、大ヒットを予感した霧島は、万城目に頼み込んだ。印税の関係から両面とも二人のデュエットという形になった。霧島の希望でレコードはデュエットとなったが、並木を売り出したいコロムビア側の意向により、霧島はステージでは歌わなかった（出典：読売新聞）と言われるが、霧島は後年NHKラジオ第一の音楽番組「昭和歌謡大全集」（司会：小池勇・泉ピン子）に出演した際、何度も放送局に歌いに行ったが、その都度並木とバッティングし、他に持ち歌がない彼女に譲らされ、並木の持ち歌として定着したと述懐した。こうした経緯からオリジナル盤の「リンゴの唄」が霧島とのデュエットであったことは、後にあまり知られなくなった。
レコードは1945年（昭和20年）12月14日に録音され、1946年（昭和21年）1月に日蓄工業株式会社から「コロムビアレコード」として第1回新譜臨時発売分として市場に出た。廃盤まで長期間にわたり継続生産された為に、レーベルの印刷書式・インク・用紙に様々な区分がある。初版はレコード番号の前に規格区分の12が記され、社名が日蓄工業とローマ字で印刷されたものである。このレコードについては、「（当初は）A面が『そよかぜ』、B面が『リンゴの唄』であった」という説が広く信じられていたが、実物のレコードではA面・B面の表記はなく（レコード番号は「そよ風」がA五九b、「リンゴの唄」がA五九aであった）、またレコード内容や当時の新聞広告などから、永嶺は実質的なA面は「リンゴの唄」であったと考えられるとしている。なお、並木が独唱で録音した音源（1945年12月14日以前の録音）が存在するとの説があるが、録音台帳と発売原簿には上記の事実は存在せず、事実誤認と考えられる。
1949年（昭和24年）には並木のソロ歌唱によるレコードが発売されている。
レコード売上には諸説あるが、1947年末までの2年間に12万5000枚を売り上げたという記事があり、レコード業界が非常な苦境にあった当時としては驚異的な大ヒットであったと考えられる。文献によっては発売から2〜3年で約33万枚に達した、累計で58万枚売れたという資料もある。
オリジナル盤は1960年に販売中止となる。その後1965年に並木のソロ歌唱によるステレオ音源が録音され、同年発売のLP『ステレオによる戦後20年歌のヒット・アルバム　-「リンゴの唄」から「北国の街」まで-〈その一〉』（日本コロムビア ADX-26〜7）や1966年発売のコンパクト盤『歌は世につれ-リンゴの唄-』（日本コロムビア ASS-200）などに収録された。この再録音版は後にシングルカットされ、1977年8月にも再発売された。再録音盤は1984年の1年間に1830枚が売れた。
この曲の発表当時まだリンゴは貴重品であり、1945年12月10日放送の公開ラジオ番組（NHK『希望音楽会』）において並木がこの歌を歌いながら客席に降り、篭からリンゴを配ったところ、会場がリンゴの奪い合いで大騒ぎになったというエピソードもある。その後並木がこの歌を歌う際には、リンゴ投げのパフォーマンスが定番になった。
JASRACの公式本によると、リンゴの唄により並木が家を建てたと舶来のウィスキーを持ってサトウのもとに礼を言いに来た際、サトウは俺達は犬小屋も建てられないとして開店休業中だった著作権管理団体を本格的に復活させようと仲間と共に運動を始めた。

## 戦後と復興の象徴として
この曲はテレビ番組などの資料映像として終戦直後の焼け跡の空撮、闇市、買い出し列車などが流れる際、必ずと言っていいほどBGMに使われる“定番BGM”としても知られている。1982年に学習研究社から発行された『証言の昭和史』6巻のタイトルは『焼跡に流れるリンゴの唄 占領下の日本』であった。
並木は阪神・淡路大震災（1995年1月17日発生）の最大の被災地である神戸市長田区への慰問に訪れた際にも、避難所となった学校の校庭に設けられた仮設ステージでこの曲を歌唱しており、その模様を載せた当時の新聞紙面には「焼け跡に再び『リンゴの唄』が流れた」という見出しが躍った。さらに2011年の東日本大震災では、復興を願いコミュニティFMに｢りんごラジオ｣と名付けられた。また、並木が死去した直後の2001年（平成13年）4月、モーニング娘。のメンバー（当時）・石川梨華が「今私たちがこうして歌えることの源流が並木さんの『リンゴの唄』であることを思うと、その先人の功績を忘れることなく歌い続けなければならない」という追悼談話を述べた。
1999年（平成11年）に青森県がりんごを通じた活動により県の経済・産業の発展に寄与した人物・団体を顕彰するために「青森りんご勲章」を設けると、第1回受賞者として「『リンゴの唄』を通じ戦後の国土復興に取り組んだ人々を元気づけた」功績により歌唱者としての並木が選ばれた。

## 「リンゴの唄」を題材としたドキュメンタリー
NHKでは『終戦秘話シリーズ -焼跡にリンゴの唄が流れた-』（1980年8月19日放送）や『その時歴史が動いた 響け 希望の歌声 -戦後初の流行歌「リンゴの唄」-』（2006年5月17日放送）をはじめ、これまでに「リンゴの唄」を題材としたドキュメンタリー番組をいくつか放送している。前者の放送当時には、作詞のサトウや作曲の万城目は既に故人となっていたが、並木、霧島昇、上原謙、佐々木康ら「リンゴの唄」に関わった人物の約半数が存命中だったため、彼らの貴重な証言を聞くことができる（なお本放送時、番組中に新宿西口バス放火事件のNHKニュース速報が流れた）。また、後者は再現VTRを交えた構成で放送され、並木の生前の著書『リンゴの唄の昭和史』の一節を、リンゴの産地である長野県出身の乙葉が朗読している。なお両番組とも、NHKアーカイブスで公開されている。

## シングル収録曲
1946年盤（SP盤、日本コロムビア A-59）
1. リンゴの唄 - 3分7秒[25]
  - 作詞：サトウハチロー、作曲：万城目正、編曲：仁木他喜雄、歌：霧島昇・並木路子、演奏：コロムビア・オーケストラ
2. そよかぜ - 2分37秒[25]
  - 作詞：サトウハチロー、作曲・編曲：仁木他喜雄、歌：霧島昇・並木路子、演奏：コロムビア・オーケストラ

レコード表面には「リンゴの唄」「そよかぜ」共に「松竹映画『そよかぜ』主題歌」と記載されている。
1971年盤（EP盤、日本コロムビア D-34）、1977年盤（EP盤、日本コロムビア NK-33）
1. リンゴの唄（再録音）
  - 作詞：サトウハチロー、作曲：万城目正、編曲：松尾健司、歌：並木路子、演奏：コロムビア・オーケストラ
2. 森の水車
  - 作詞：清水みのる、作曲：米山正夫、編曲：水谷真一、歌：並木路子、演奏：コロムビア・オーケストラ

1992年盤（カセットテープ、日本コロムビア COSA-410）
1. リンゴの唄
2. リンゴの唄（オリジナル・カラオケ）
3. 東京のバスガール
  - 作詞：丘灯至夫、作曲：上原げんと、歌：初代コロムビア・ローズ
4. 東京のバスガール（オリジナル・カラオケ）

1995年盤（8cmCD、日本コロムビア CODA-640） - 「阪神大震災 復興応援歌」として発売
1. リンゴの唄
  - 作詞：サトウハチロー、作曲：万城目正、編曲：石田勝範、歌：山野智子
2. リンゴの唄（オリジナル・カラオケ）
  - 作曲：万城目正、編曲：石田勝範
3. リンゴの唄（再録音）
  - 作詞：サトウハチロー、作曲：万城目正、編曲：松尾健司、歌：並木路子、演奏：コロムビア・オーケストラ
4. リンゴの唄（オリジナル・カラオケ）
  - 作曲：万城目正、編曲：松尾健司

## エピソード
- 1945年12月31日放送のNHK『紅白音楽試合』（『NHK紅白歌合戦』の前身）で並木が本楽曲を歌唱した[26]。後継の『NHK紅白歌合戦』には並木は生涯出場しておらず、また本楽曲も2005年放送の『第56回NHK紅白歌合戦』のコーナー「タイムスリップ60年 昭和・平成ALWAYS」のオープニングでBGMとして流れたのみで、他の歌手による歌唱を含めて2018年現在に至るまで一度も正式に歌唱されたことはない。
- 前述の永嶺による『洋楽放送記録』と『放送番組確定表』の調査結果によれば、1946年に松田トシや豊島珠江、藤原亮子の歌唱、ミヤタ・ハーモニカ・バンドや東京マンドリン宮田楽団の演奏によりラジオで本楽曲が披露された記録がある[27]。
- 平成元年(1989年)にNHKで放送された『心に残る昭和の歌ベスト200曲』では第9位にランクインした。
- 美空ひばりはプロデビュー前であった1946年（当時9歳）にNHK『素人のど自慢』に本楽曲で出場したが、「うまいが子供らしくない」「非教育的だ」「真っ赤なドレスもよくない」という理由で不合格になっている。
- 島倉千代子は7歳のときに事故によって左手首からひじまでを損傷し、気持ちが沈んだときに、母が本楽曲を歌って聞かせたことが歌手デビューのきっかけになっている。
- 藤圭子が1970年10月23日 渋谷公会堂に於ける「デビュー1周年記念リサイタル」にて戦後の昭和歌謡として歌唱。同1970年12月5日 3rdアルバム『歌いつがれて25年 藤圭子演歌を歌う』収録。
- 2000年5月には、20世紀デザイン切手シリーズとして「リンゴの唄」の記念切手が発売された[28]。
- 双子の100歳姉妹、きんさんぎんさんの愛唱歌も本曲であり、それが縁で平成初頭に放送のフジテレビの特別番組で並木路子との共演が実現し、3人で本曲を合唱した。
- 終戦直後に満州から引上げてきた日本人を迎える曲として使われた。

## 「リンゴの唄」使用映画
前述の『そよかぜ』のみならず、劇伴音楽も含めるとこの「リンゴの唄」は今日までの日本映画に多く使われた歌謡曲である。以下、使用が確認される作品を列記する。
- 『そよかぜ』（1945年、佐々木康監督・並木路子主演）
- 『素晴らしき日曜日』（1947年、黒澤明監督・沼崎勲主演）
- 『男なら夢を見ろ』（1959年、牛原陽一監督・石原裕次郎主演）
- 『私は貝になりたい』（1959年、橋本忍監督・フランキー堺主演）
- 『肉体の門』（1964年、鈴木清順監督・野川由美子主演）
- 『仁義なき戦い』（1973年、深作欣二監督・菅原文太主演）
- 『サチコの幸』（1976年、武田一成監督・三浦リカ主演）
- 『肉体の門』（1988年、五社英雄監督・かたせ梨乃主演）
- 『流転の海』（1990年、齋藤武市監督・森繁久弥主演）
- 『みんな～やってるか!』（1995年、北野武監督・ダンカン主演）

このうち、『そよかぜ』と『みんな～やってるか!』以外の作品は、終戦直後の日本が舞台であったり、回想などでその時代が登場するシーンがあるため、劇中で「リンゴの唄」が使われているが、『みんな～やってるか!』はダンカン扮する主人公の頭の上に乗せたリンゴをチャンバラトリオが日本刀で斬ろうとするシーンのBGMに流れる。

## 「リンゴの唄」使用ドラマ
- NHK連続テレビ小説『カーネーション』80回（2012年1月9日放送）。昭和20年の大晦日、ヒロイン糸子の家の茶の間に紅白音楽試合のラジオ放送（歌唱：並木路子）が流れる中、娘等がこの曲に合わせて歌った。
- 『紅白が生まれた日』（2015年3月21日 NHKのスペシャルドラマ）- 並木役を演じたmiwaが劇中で本楽曲を歌唱。
- 『わろてんか』（2018年3月、NHK、連続テレビ小説）- 女芸人・リリコ（演・広瀬アリス）が戦後の焼け跡で本楽曲を歌唱し、ヒロインと再会するシーンがある。
- 『まんぷく』（2018年11月、NHK、連続テレビ小説）
- 『エール』（2020年11月6日、NHK、連続テレビ小説）- 歌手の藤丸と佐藤久志（演・井上希美、 山崎育三郎）が教会で行われたクリスマス慈善音楽会でデュエットした。

## カバー
- 石原詢子 - 2010年のシングル『ひとり日本海』、2013年のアルバム『我がこころの愛唱歌〜夢と希望に満ちてたあの時代〜』、2014年のCD-BOX『石原詢子 時代のうた』に収録。